# Sebastian Dachauer
Sebastian Dachauer (* 19. August 1778 in Neunburg vorm Wald in der Oberpfalz; † 24. Februar 1863 in Fischbach am Inn) war ein deutscher Theologe und oberbayerischer Heimatforscher.
Dachauers Taufname war Wolfgang. Er schloss 1796 das churfürstliche Gymnasium in München (heute Wilhelmsgymnasium München) ab und absolvierte anschließend am angeschlossenen Lyzeum das obligatorische Grundstudium (= Philosophie). 1798 trat er in München in den Augustinerorden ein und erhielt den Ordensnamen Sebastian. Nach dem Studium der Theologie wurde er am 19. September 1801 zum Priester geweiht. Bis 1807 war er als Hilfspriester in Aufkirchen tätig. Anschließend wurde er Schulbenefiziat in Brannenburg. In dieser Position befasste er sich intensiv mit der Geschichte des oberen Inntals und des Landkreises Rosenheim. Er verfasste zahlreiche Abhandlungen zur Geschichte Oberbayerns, die er meistens im Oberbayerischen Archiv, dem Organ des Historischen Vereins für Oberbayern, veröffentlichte. Gemeinsam mit seinem Bruder Gottfried, der dort Bürgermeister war, veröffentlichte er 1841 außerdem eine zweibändige Ortschronik über seine Geburtsstadt Neunburg vorm Wald. Dachauer verstarb am 24. Februar 1863 in Fischbach am Inn;  sein Leichnam wurde auf seinen Wunsch in Brannenburg bestattet.

## Werke (Auswahl)
- Kleine Beiträge zur bayerischen Geschichte. 1839.
- Zur Geschichte der Kirche am Petersberge und der Burgen Falkenstein, Kirnstein und Auerburg. In: Oberbayerisches Archiv für vaterländische Geschichte. Band 2, München 1840, S. 356–401 (online).
- (zusammen mit seinem Bruder Gottfried, Bürgermeister von Neunburg vorm Wald): Chronik der Stadt Neunburg v. W. Zwei Bände, 1841.
- Geschichte der Freiherren und Grafen von Ruepp auf Falkenstein, Bachhausen, Merlbach und Aschheim. München 1844 (online).
- Chronik von Brannenburg und den nächsten Orten der Umgebung. In: Oberbayerisches Archiv für vaterländische Geschichte. Band 4 (1843), S. 92–135 (zu Teilen der heutigen Gemeinden Brannenburg und Raubling, online, ohne S. 94–95); S. 219–270 (zu den heutigen Gemeinden Neubeuern, Rohrdorf, Samerberg und Nußdorf am Inn, online); S. 326–329 (zu weiteren Ortschaften in der heutigen Gemeinde Nußdorf am Inn, online).
- Chronik mehrerer Ortschaften aus der Umgegend von Brannenburg. In: Oberbayerisches Archiv für vaterländische Geschichte. Band 5 (1844), S. 205–238 (zu weiteren Ortschaften in der heutigen Gemeinde Brannenburg, online).
- Beiträge zur Chronik mehrerer Ortschaften Oberbayerns aus der Umgegend um Brannenburg. In: Oberbayerisches Archiv für vaterländische Geschichte. Band 5 (1844), S. 372–406 (zur heutigen Gemeinde Bad Feilnbach, online).
- Beiträge zur Chronik mehrerer Ortschaften Oberbayerns aus der Umgebung von Brannenburg. In: Oberbayerisches Archiv für vaterländische Geschichte. Band 14 (1853/54), S. 160–196 (zu den Pfarreien Pang und Hl. Blut, Stadt Rosenheim, und zu weiteren Ortschaften in der heutigen Gemeinde Raubling, online).
- Einfache Erzählung von dem schrecklichen Absturze des Schrofenberges und der dadurch erfolgten Verwüstung bei Brannenburg im August 1851. München 1852 (online).

Als Herausgeber
- Regesten ungedruckter Urkunden zur bayerischen Orts-, Familien- und Landes-Geschichte. Zehnte Reihe: Aus der vormals gräfl. Preysing'schen, nunmehr kurfürstl. Maria Leopoldinischen Registratur zu Brannenburg, und aus der pfarrlichen Registratur dieser Gegend. München 1846 (= Oberbayerisches Archiv für vaterländische Geschichte. Band VIII, Heft 1) (online, ohne S. 1–3).
- (zusammen mit Josef Buehl und Heinrich Föringer): Regesten ungedruckter Urkunden zur bayerischen Orts-, Familien- und Landes-Geschichte. Band 17: Urkunden des Klosters Altomünster in Oberbayern aus der Zeit des Besitzes des Ordens des hl. Benedikt. München 1850 (online).